# Marcial Pina
Marcial Manuel Pina Morales (* 23. August 1946 in Barzana de Quirós, Asturien) ist ein ehemaliger spanischer Fußballspieler.

## Karriere
Der Mittelfeldspieler spielte von 1964 bis 1966 für den FC Elche. 1966 wechselte er zu Espanyol Barcelona, nach weiteren drei Jahren zum Lokalrivalen FC Barcelona. Mit dem FC Barcelona gewann er 1971 den spanischen Pokal und den Messepokal. In der Saison 1973/74 holte man sich die spanische Meisterschaft, Pina wurde dabei Zweiter der Torschützenliste hinter Quini. 1977 verließ er Barcelona und wechselte zu Atlético Madrid, wo er 1980 seine Karriere beendete.
Für die spanische Nationalmannschaft bestritt er zwischen 1966 und 1975 15 Spiele. Sein erstes Spiel war beim 0:0 gegen Irland am 23. Oktober 1966.

## Erfolge
- Spanische Meisterschaft: 1974
- Spanischer Pokal: 1971
- Messepokal: 1971